# ديدييه جوليا
ديدييه جوليا (بالفرنسية: Didier Julia) هو سياسي فرنسي، ولد في 18 فبراير 1934 في الدائرة السادسة في باريس في فرنسا. حزبياً، نشط في التجمع من أجل الجمهورية والاتحاد من أجل حركة شعبية.

## مناصب
- انتخب نائب فرنسي عن دائرة Seine-et-Marne's 2nd constituency [الإنجليزية]‏ خلال فترته النيابية [الإنجليزية]‏ (20 يونيو 2007 – 19 يونيو 2012).
- انتخب نائب فرنسي عن دائرة Seine-et-Marne's 2nd constituency [الإنجليزية]‏ خلال فترته النيابية  [لغات أخرى]‏ (19 يونيو 2002 – 19 يونيو 2007).
- انتخب نائب فرنسي عن دائرة Seine-et-Marne's 2nd constituency [الإنجليزية]‏ خلال فترته النيابية  [لغات أخرى]‏ (12 يونيو 1997 – 18 يونيو 2002).
- انتخب نائب فرنسي عن دائرة Seine-et-Marne's 2nd constituency [الإنجليزية]‏ خلال فترته النيابية  [لغات أخرى]‏ (2 أبريل 1993 – 21 أبريل 1997).
- انتخب نائب فرنسي عن دائرة Seine-et-Marne's 2nd constituency [الإنجليزية]‏ خلال فترته النيابية  [لغات أخرى]‏ (23 يونيو 1988 – 1 أبريل 1993).
- انتخب نائب فرنسي عن دائرة  خلال فترته النيابية  [لغات أخرى]‏ (2 أبريل 1986 – 14 مايو 1988).
- انتخب نائب فرنسي عن دائرة Seine-et-Marne's 5th constituency [الإنجليزية]‏ خلال فترته النيابية  [لغات أخرى]‏ (2 يوليو 1981 – 1 أبريل 1986).
- انتخب نائب فرنسي عن دائرة Seine-et-Marne's 5th constituency [الإنجليزية]‏ خلال فترته النيابية  [لغات أخرى]‏ (3 أبريل 1978 – 22 مايو 1981).
- انتخب نائب فرنسي عن دائرة Seine-et-Marne's 5th constituency [الإنجليزية]‏ خلال فترته النيابية  [لغات أخرى]‏ (2 أبريل 1973 – 2 أبريل 1978).
- انتخب نائب فرنسي عن دائرة Seine-et-Marne's 5th constituency [الإنجليزية]‏ خلال فترته النيابية  [لغات أخرى]‏ (11 يوليو 1968 – 1 أبريل 1973).
- انتخب عضو مجلس جهوي.
- انتخب نائب فرنسي عن دائرة Seine-et-Marne's 5th constituency [الإنجليزية]‏ خلال فترته النيابية  [لغات أخرى]‏ (3 أبريل 1967 – 30 مايو 1968).